# Zéro point de fixation
La politique « zéro point de fixation » est une stratégie sécuritaire française de dissuasion, dont le but est d'éloigner et d'invisibiliser les migrants. Elle consiste à détruire très fréquemment chaque lieu de vie informel et à empêcher l'accès à la nourriture et aux soins. Elle est mise en œuvre à Calais à partir de 2016, initialement sous l'impulsion de Bernard Cazeneuve, puis par les ministres de l'intérieur d'Emmanuel Macron, Gérard Collomb et Gérald Darmanin. Cette stratégie est qualifiée de harcèlement par les associations et considérée comme inefficace et délétère par la CNCDH en 2021 et par le Défenseur des droits à de très nombreuses reprises.

## Contexte historique

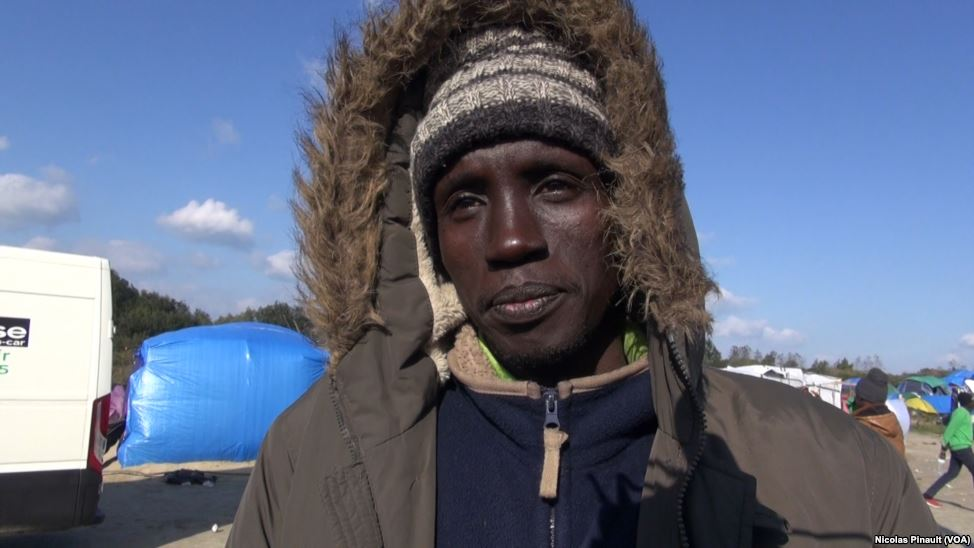
Badeldin Shogar, un migrant soudanais à Calais en 2015

Le centre de Sangatte, créé en 1999 pour accueillir 800 personnes, en héberge 1 600 lorsqu'il est démantelé en 2002. Les personnes exilées s'installent alors principalement dans des squats ou sur des terrains vagues, où elles sont harcelées par la police, comme le dénonce le Défenseur des droits en 2012. À partir de mars 2015, l’État et la ville Calais expulsent les migrants des lieux de vie et les conduisent vers le centre Jules Ferry, un dispositif d’accès à l’alimentation et à l’hygiène situé en périphérie de la ville dans un ancien centre de vacances, qui devient un bidonville, la Jungle de Calais. À l’été 2015, près de 3 000 personnes y vivent. En 2016, le bidonville est détruit. Six mille personnes acceptent d'être transférées vers des centres d’accueil et d’orientation dans toute la France (en réaction à quoi Steeve Briois (FN) lance le collectif « Ma commune sans migrants »), les autres s'éloignent seulement et errent dans Calais. En avril 2017, elles sont 800, dont beaucoup de mineurs non accompagnés, et s’installent dans la ville et dans les zones industrielles, d'où elles sont délogées inlassablement par la police. 
Pour les ministres de l’intérieur successifs, les préfets et la maire de Calais Natacha Bouchart (LR), il faut éviter la création d’un « nouveau point de fixation »: dès le 23 octobre 2016, le ministre de l’Intérieur Bernard Cazeneuve (PS) annonce « une stratégie globale pour éviter qu’un point de fixation ne se reforme »,,. Son successeur Gérard Collomb, alors maire de Lyon, lie cette stratégie à la théorie de l’appel d’air : « si l’on continue sans cesse d’ajouter des places d’hébergement, le flux continue sans cesse ». Sa priorité en juin 2017 « est que Calais et le Dunkerquois ne demeurent pas des lieux de fixation et que les “jungles” ne s’y reconstituent pas ». Le 23 octobre 2017, le gouvernement d'Emmanuel Macron réaffirme « son attachement à l’objectif d’éviter la reconstitution de campements, qui ne seraient pas dignes et conduiraient à des points de fixation sur le littoral ». Tout est fait alors pour dissuader les migrants de s'installer dans les environs de Calais.

## Expulsions

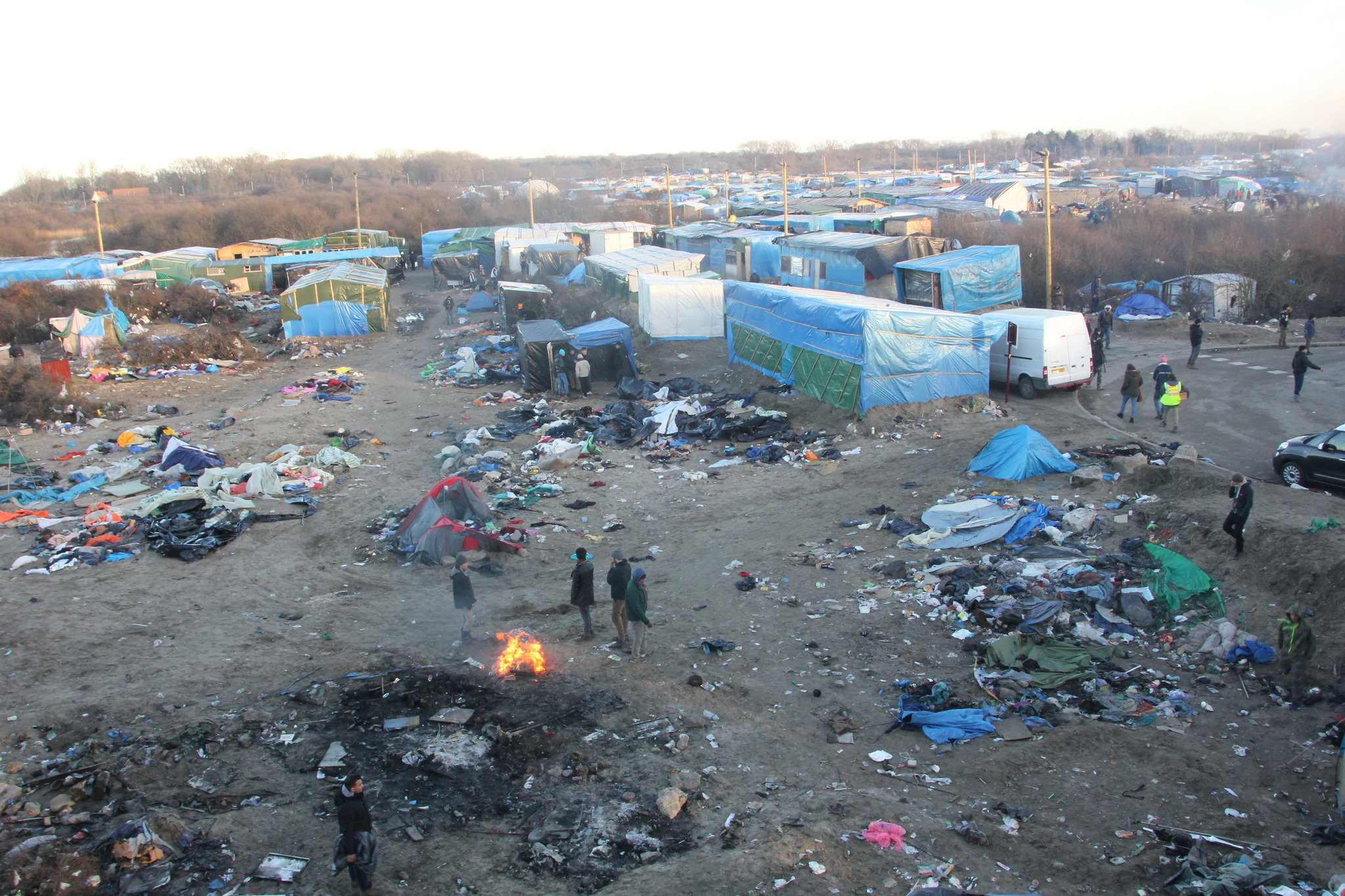
La Jungle de Calais en janvier 2016.

Selon les observateurs, notamment les bénévoles de l'association Utopia 56, les expulsions sont de deux sortes.   
D'une part, une expulsion massive est organisée toutes les trois semaines, les affaires des migrants sont saisies et les personnes triées et placées en centre d’accueil provisoire ou en centre de rétention administrative.   
D'autre part, chaque lieu de vie est détruit toutes les 48 heures, tôt le matin,. Les observateurs sont tenus à distance. Les expulsions sont souvent accompagnées de violences: il arrive que les personnes soient réveillées par des aspersions de gaz lacrymogène et des coups de matraque. Gérald Darmanin explique en juillet 2021 que « la consigne [qu'il a] donnée (...) c’est la fermeté des forces de l’ordre [qui se traduit par] des opérations toutes les 24 ou 48 heures ». Selon lui, « c’est la seule manière de ne pas laisser des choses inacceptables s’installer ». Mais les migrants se réinstallent sur le terrain après chaque expulsion. Le collectif Human Rights Observers dénombre un millier d'expulsions de lieux de vie à Calais pendant la seule année 2020.    
Ces expulsions augmentent la fatigue physique et psychologique des personnes qui sont ainsi privées de leurs biens et d'un lieu de répit. En octobre 2021, Human Rights Watch publie un rapport documentant les « traitements dégradants » infligés aux migrants et décrit ce qu'elle appelle une « stratégie de détresse infligée aux enfants et aux adultes »,.

## Lacération des tentes
À chaque expulsion, les possessions des migrants sont jetées par une société de nettoyage. En 2020 et 2021,, le photographe Louis Witter documente les démantèlements de camps de migrants près de Calais et expose notamment la lacération des tentes après chaque évacuation en publiant des clichés montrant des agents de « nettoyage » utilisant des couteaux, ce qui démarre une polémique,,,. Éric Dupond-Moretti dément l'existence d'une consigne émanant du gouvernement qui serait à l’origine de cette pratique et Gérald Darmanin explique que « ce ne sont pas les policiers et les gendarmes qui prennent des cutters et qui lacèrent les tentes », pour renvoyer la responsabilité à la société de nettoyage, mais, de fait, ces pratiques ont lieu en présence des forces de l’ordre. Sur le plateau d'Arrêt sur images, Louis Witter explique devant Didier Leschi, directeur général de l’OFII et médiateur du gouvernement à Calais, que depuis la polémique, en effet, les tentes ne sont plus lacérées, mais « dans les faits, elles sont jetées quand même à la benne, ça revient au même ».

## Entrave à l'action des associations
Des arrêtés préfectoraux empêchent les associations d'agir. En février 2017, la municipalité tente de bloquer l'utilisation de douches publiques installées par le Secours catholique ; le mois suivant, Natacha Bouchart prend des arrêtés interdisant les attroupements et visant explicitement les distributions de repas dans une zone en périphérie de ville où elles ont lieu quotidiennement,, avec l'objectif explicite d'éviter la formation « points de fixation ». Dans les deux cas, le tribunal administratif s'oppose à la municipalité, mais l’État prend le relais par l’action de la Police nationale.   
En juin 2017, des associations calaisiennes de soutien aux migrants se plaignent des distributions alimentaires empêchées: « Nous constatons et dénonçons une chasse à l’homme, des violences policières illégitimes, du harcèlement des réfugiés ainsi que des entraves aux distributions alimentaires »,. Gérard Collomb conseille alors à ces associations d'« aller exercer leurs talents ailleurs ».
Le 16 janvier 2018, Emmanuel Macron accuse ces associations de saboter sa politique migratoire: lorsqu'elles « encouragent ces femmes et ces hommes à rester là, à s’installer dans l’illégalité, voire à passer clandestinement de l’autre côté de la frontière, elles prennent une responsabilité immense. Jamais, jamais, elles n’auront l’Etat à leurs côtés », et « puisque certains utilisent l’aide alimentaire qu’ils apportent comme une contre-propagande [l'État va] reprendre des distributions de nourriture aux migrants ». Il définit ainsi un « socle humanitaire » qui consiste en une distributions de nourriture uniquement par des associations mandatées, le rétablissement d’accès aux douches et à l’eau et la possibilité de mises à l’abri d’urgence. Le dispositif est jugé « insuffisant » par la CNCDH.
Dans sa première visite à Calais en juillet 2020, Gérald Darmanin ignore les associations. En septembre, le Conseil d’État refuse de suspendre l’arrêté préfectoral interdisant aux associations la distribution de nourriture dans le centre de Calais,, estimant que « cette interdiction n’empêche pas les associations de réaliser leurs missions à proximité immédiate du centre-ville ». Mais ces arrêtés interdisant les distributions gratuites de repas et d’eau, pris en octobre 2020 et prolongés depuis, sont annulés en octobre 2022 par le tribunal administratif de Lille, qui juge que « les distributions assurées par l’État sont insuffisantes » et que ces arrêtés n'avaient pour seul effet que « de compliquer considérablement la possibilité pour ces populations précaires d’accéder à des biens de première nécessité »,. L'annulation est confirmée en appel en mars 2025.

## Entrave à l'information
La collecte d’images et d'information est difficile. Pendant l'automne 2020, les bénévoles de Human Rights Observers ont écopé de seize contraventions. L'un d'eux témoigne : « Des expulsions et des exactions ont lieu sept jours sur sept, vingt-quatre heures sur vingt-quatre. Nous n’en avons qu’un faible aperçu. Les forces de l’ordre nous intimident, nous filment avec leurs téléphones personnels, nous appellent par nos noms de famille… ».
Fin 2020 deux journalistes déposent une requête en référé-liberté auprès du tribunal administratif, qui est rejetée. Ils demandaient d’enjoindre aux préfectures de les « autoriser à accéder aux différents sites » pour documenter les évacuations des migrants près de Calais,. À cinq reprises, les 29 et 30 décembre, on leur avait refusé l’accès aux sites démantelés à Grande-Synthe, Calais et Coquelles. Le conseil d'État valide lui aussi l’éloignement des journalistes lors des évacuations. Le Syndicat national des journalistes saisit la Défenseure des droits pour dénoncer une entrave à la liberté d'informer,.

## Avis du Défenseur des droits et de la CNCDH
Entre 2012 et 2018, le Défenseur des droits publie douze rapports critiquant sévèrement les dérives de l’action administrative et policière à Calais et dans la région. En 2017 et 2018, Jacques Toubon dénonce la « traque » des migrants ; il s'inquiète des méthodes policières mises en œuvre « pour empêcher tout nouveau point de fixation », et regrette que « pour servir ces opérations, différentes pratiques ont pu être observées, telles que l’usage de gaz lacrymogène ».
Les démantèlements ne sont pas associés à une politique de relogement, selon les associations et selon la délégation de la Commission nationale consultative des droits de l’homme (CNCDH) en déplacement à Calais et à Grande-Synthe en décembre 2020 : « Au nom d’un prétendu "risque d’appel d’air", les pouvoirs publics mettent en œuvre une politique du "zéro point de fixation", sans prévoir aucune solution de relogement pour les migrants »,,. La CNCDH « recommande de mettre un terme à la politique sécuritaire dite 'zéro point de fixation', aux conséquences désastreuses pour les personnes exilées ». La CNCDH recommande plutôt « la création de petites unités de vie, le long du littoral, permettant aux exilés de trouver un lieu sécurisé et un temps de répit propice à une réflexion sur leur projet migratoire ». Les démantèlements répétés des camps contribuent à invisibiliser les migrants, qui se cachent des autorités : « les acteurs associatifs mandatés par l’Etat ont de plus en plus de mal à repérer les personnes exilées, désormais dispersées et effrayées, et à répondre à leurs besoins ». Le jour même de la publication de ce rapport, un millier de migrants sont évacués du camp de Grande-Synthe.

## Condamnations de l'État
En septembre 2021, un CRS est condamné pour avoir agressé un bénévole à Calais en marge d'une évacuation de migrants, et pour avoir falsifié son procès-verbal.
Le préfet du Pas-de-Calais est condamné pour voie de fait par la cour d’appel de Douai, après l’évacuation d’un camp de migrants à Calais le 29 septembre 2020. Il était assigné par onze migrants et huit associations, dont le Secours catholique et l’Auberge des migrants. La décision de justice rappelle que la préfecture ne peut pas évacuer des campements en prétextant un flagrant délit d’occupation illicite du terrain d’autrui quand un camp existe depuis plus de 48 heures.

## Documents
- JORF n°0045 du 21 février 2021. Avis de la CNCDH sur la situation des personnes exilées à Calais et Grande-Synthe
- CNCDH, « Communiqué de presse. Calais et Grande-Synthe: les atteintes à la dignité et aux droits fondamentaux des personnes exilées doivent cesser. » [PDF], sur www.cncdh.fr, 2021
- Défenseur des droits, Décision MDS-2011-113 du 13 novembre 2012 relative au harcèlement constant et quotidien à l’encontre des migrants présents de la part des forces de l’ordre, 2012 (lire en ligne)
- Défenseur des droits, « Exilés et droits fondamentaux, trois ans après le rapport Calais », sur Défenseur des Droits, 2018 (consulté le 11 décembre 2021)